# Чаромский, Алексей Дмитриевич
Алексей Дмитриевич Чаро́мский (при рождении Бороничев; 1899—1982) — советский конструктор авиационных и танковых дизелей, генерал-майор инженерно-авиационной службы (1944).

## Биография
Алексей Дмитриевич Чаромский (Бороничев) родился 3 (15) февраля 1899 года в крестьянской семье в селе Чаромское Череповецкого уезда Новгородской губернии (ныне — в Шекснинском районе Вологодской области). Закончил трехклассную церковно-приходскую школу и в возрасте 12 лет уехал в Санкт-Петербург, где с помощью односельчанина А.А. Филатова, рабочего  Путиловского завода, устроился учеником в булочную.  В 1913 г., прибавив к своему возрасту год, пошел на Путиловский завод, где обучился на токаря и проработал до начала 1918 г. Среднее образование получил в вечерней школе. 
В марте 1917 г. вступил в РСДРП(б) . Участник Октябрьской революции и Гражданской войны. Окончил ВВИА имени Н. Е. Жуковского в 1928 году. С 1928 года работал в научном автомоторном институте, а затем в ЦИАМ занимался конструированием и созданием дизелей.
Был осуждён и в 1938—1942 годах находился в заключении, работая в моторной группе особого техбюро НКВД. В 1942—1960 годах являлся главным конструктором на различных заводах.
Дизели конструкции Чаромского (М-40, АЧ-30Б и АЧ-40) применялись в авиации (в том числе на дальних бомбардировщиках) и в танках. До сих пор на танках применяются дизели семейства 5ТД, при создании которых Чаромский был научным руководителем.
Умер 9 сентября 1982 года. Похоронен в Москве на Ваганьковском кладбище.

## Показания, данные под следствием
В соответствии с недавно открытыми материалами из архива КГБ СССР (имеются копии с оригинальных документов) выяснилось, что Чаромский А. Д. в 1937 году давал показания, на основании которых, среди прочих руководителей авиационной промышленности, были осуждены руководители авиационного завода № 24 им. Фрунзе: Израиль Эммануилович Марьямов (директор), Михаил Александрович Колосов (технический директор) и Георгий Петрович Судаков-Билименко (начальник производства; расстрелян).
В справке от 31 августа 1937 года (архивный номер 960138/0), подписанной временным начальником третьего отдела ГУГБ НКВД СССР — комиссаром государственной безопасности 3 ранга Минаевым, в частности, цитируются следующие показания Чаромского:
«На заводе № 24 участниками контр-революционной организации КОЛОСОВЫМ, МАРЬЯМОВЫМ, СУДАКОВЫМ и другими, с целью вредительства, сорвано формирование и доводка мотора М-34, благодаря чему применение этого мотора для современной боевой авиации, находится под угрозой ликвидации» (показания ЧАРОМСКОГО от 25 августа 1937 г.)
Г. П. Судаков-Билименко был расстрелян 15 декабря 1937 года.

## Награды и премии
- Сталинская премия первой степени (1943) — за создание нового образца авиационного двигателя
- 2 ордена Ленина (16.09.1945; 13.06.1952)
- 2 ордена Красного Знамени (30.04.1945; 28.10.1967)
- орден Суворова 2-й степени (19.08.1944)
- орден Трудового Красного Знамени (26.04.1971)
- медали